# Nikki (série de televisão)
Nikki é um seriado norte-americano de gênero comédia exibida originalmente pela Warner Bros., com Nikki Cox interpretando a personagem principal, Nikki, uma dançarina bem-humorada que encontra um aspirante a lutador profissional.
A série estreou em 8 de Outubro de 2000 pela Warner e atualmente não está sendo mais exibida. O SBT transmitia toda Segunda Feira, em Séries Premiadas entre 2005 a 2006

## Sinopse
O seriado conta a história de uma dançarina sexy e bem-humorada que encontra um aspirante a lutador profissional, de nada mais nada menos, luta livre chamado Dwight (Nick Von Esmarch), um casal totalmente fora do comum. Depois de um repentino encontro entre Nikki e Dwight na festa de despedida do rapaz, que estava indo para a faculdade, Nikki e Dwight decidem curtir a vida juntos.
Nikki é uma garota de Nova Jersey, com grandes sonhos e ambições para o lar. Porém causa um certo desespero em sua sogra, a controladora Marion, quando convence o marido Dwight a largar a faculdade e partir com ela para Las Vegas. O casal dá inicio a uma nova vida em busca do estrelato e enquanto Nikki dança em um dos hotéis de Las Vegas, Dwigth treina luta livre.

## Personagens (elenco)
- Nikki White (Nikki Cox)
- Dwight White (Nick Von Esmarch)
- Martini (Steve Valentine)
- Mary (Susan Egan)
- Marion (Christine Estabrook)
- Jupiter (Tob Huss)
- Luna (Marina Benedict)

## Canais deTVque transmitem a série
| Emissora | Dia da semana                   | Horário | Temporadas |
| Warner   | Não está sendo mais transmitida | -       | -          |
| SBT      | Não está sendo mais transmitida | -       | -          |

## Ficha Técnica
- Produção: Warner Bros
- Origem: EUA
- Produtores Executivos: Bruce Helford, Bob Myer e Déborah Oppenheimer.